# Campeonato Equatoriano de Futebol de 2025 – Primeira Divisão
A Primeira Divisão do Campeonato Equatoriano de Futebol de 2025, oficialmente denominada "LigaPro Ecuabet 2025" por motivos comerciais, é a sexagésima sétima (67.ª) edição da Série A do futebol profissional do Equador e a sétima (7.ª) sob a gestão da Liga Profissional de Futebol do Equador (LigaPRO). A competição é organizada pela LigaPRO e teve início em 14 de fevereiro, com término previsto para o mês de dezembro.
Nesta temporada, temos a estreia do Vinotinto del Ecuador Fútbol Club, da cidade de Quito, elevando para 62 o número total de clubes que já disputaram a primeira divisão do futebol equatoriano ao longo da história. Além disso, o Manta Fútbol Club, da província de Manabí, retornou à elite equatoriana após um intervalo de três anos, tendo sua última participação ocorrido em 2021.

## Regulamento
O sistema de disputa da Série A de 2025 foi confirmado em 27 de setembro de 2024, durante o Conselho de Presidentes da LigaPRO. A competição será composta por duas fases e será disputada sob um novo formato, diferente daquele adotado nas temporadas anteriores.
A Fase Inicial será disputada no sistema de pontos corridos, em turno e returno, totalizando 30 rodadas. Após a conclusão da temporada regular (turno e returno), os seis primeiros colocados se classificarão para o hexagonal pelo título (oficialmente denominado Fase Final I). Jás as equipes posicionadas do 7.º ao 12.º lugar avançarão para um outro hexagonal na busca de uma vaga em competições internacionais (oficialmente denominado Fase Final II), enquanto os quatro últimos colocados (do 13.º ao 16.º lugar) disputarão um quadrangular (chamado "Grupo do Rebaixamento"), ao final do qual os dois últimos clubes serão rebaixados para a Série B de 2026.
Tanto os hexagonais quanto o quadrangular do rebaixamento serão disputados no sistema de pontos corridos em turno e returno, correspondendo a 10 e 6 rodadas, respectivamente. Dessa forma, ao final da temporada, os clubes terão disputado um total de 40 ou 36 partidas, dependendo de sua posição na primeira fase. Os pontos e os gols acumulados na fase inicial serão mantidos integralmente no início da fase final.
Para os torneios organizados pela CONMEBOL, as vagas serão distribuídas da seguinte forma: para a Taça Libertadores de 2026, classificam-se o campeão como Equador 1, o líder da Fase Inicial como Equador 2, o primeiro colocado da Fase Final I como Equador 3 e a última vaga para a competição continental (Equador 4) será destinada ao campeão (ou vice-campeão ou ao melhor classificado) da Copa Equador de 2025. Para a Copa Sul-Americana de 2026, garantirão vaga o segundo (como Equador 1), o terceiro (como Equador 2), o quarto colocado da Fase Final I (Equador 3) e o líder da Fase Final II (como Equador 4). Além disso, o campeão nacional também assegurará na disputa da Supercopa do Equador de 2026.

### Critérios de desempate
A ordenação das equipes ao final de cada fase será determinada por meio de uma tabela de classificação geral, seguindo os seguintes critérios, nesta ordem:
1. Maior número de pontos conquistados.
2. Maior saldo de gols;
3. Maior número de gols marcados;
4. Maior número de gols marcados como visitante;
5. Melhor desempenho nos confrontos diretos entre as equipes envolvidas, dentro de cada etapa;
6. Sorteio.

## Fase inicial
A primeira fase teve início em 14 de fevereiro e tem previsão para ser concluída em 28 de setembro de 2025.

### Classificação
| Pos | Equipe                  | Pts | J  | V | E | D | GP | GC | SG  | Classificação para a                                       |
| --- | ----------------------- | --- | -- | - | - | - | -- | -- | --- | ---------------------------------------------------------- |
| 1   | Independiente del Valle | 32  | 16 | 9 | 5 | 2 | 30 | 15 | +15 | Fase final I e fase de grupos da Taça Libertadores de 2026 |
| 2   | LDU                     | 29  | 16 | 8 | 5 | 3 | 27 | 16 | +11 | Fase final I                                               |
| 3   | Barcelona               | 29  | 16 | 9 | 2 | 5 | 22 | 20 | +2  | Fase final I                                               |
| 4   | Aucas                   | 26  | 16 | 7 | 5 | 4 | 23 | 17 | +6  | Fase final I                                               |
| 5   | Deportivo Cuenca        | 26  | 16 | 8 | 2 | 6 | 18 | 14 | +4  | Fase final I                                               |
| 6   | Orense                  | 26  | 16 | 8 | 2 | 6 | 19 | 20 | −1  | Fase final I                                               |
| 7   | Vinotinto Ecuador       | 22  | 16 | 6 | 4 | 6 | 25 | 21 | +4  | Fase final II                                              |
| 8   | Delfín                  | 21  | 16 | 5 | 6 | 5 | 15 | 21 | −6  | Fase final II                                              |
| 9   | Universidad Católica    | 20  | 15 | 5 | 5 | 5 | 24 | 19 | +5  | Fase final II                                              |
| 10  | Libertad                | 20  | 16 | 5 | 5 | 6 | 20 | 21 | −1  | Fase final II                                              |
| 11  | El Nacional             | 19  | 16 | 5 | 4 | 7 | 22 | 25 | −3  | Fase final II                                              |
| 12  | Manta                   | 19  | 16 | 4 | 7 | 5 | 23 | 28 | −5  | Fase final II                                              |
| 13  | Emelec                  | 16  | 15 | 4 | 4 | 7 | 9  | 18 | −9  | Quadrangular do rebaixamento                               |
| 14  | Macará                  | 15  | 16 | 3 | 6 | 7 | 12 | 16 | −4  | Quadrangular do rebaixamento                               |
| 15  | Mushuc Runa             | 15  | 16 | 4 | 3 | 9 | 22 | 29 | −7  | Quadrangular do rebaixamento                               |
| 16  | Técnico Universitario   | 11  | 16 | 2 | 5 | 9 | 15 | 26 | −11 | Quadrangular do rebaixamento                               |